# Puesto de avanzada (Israel)

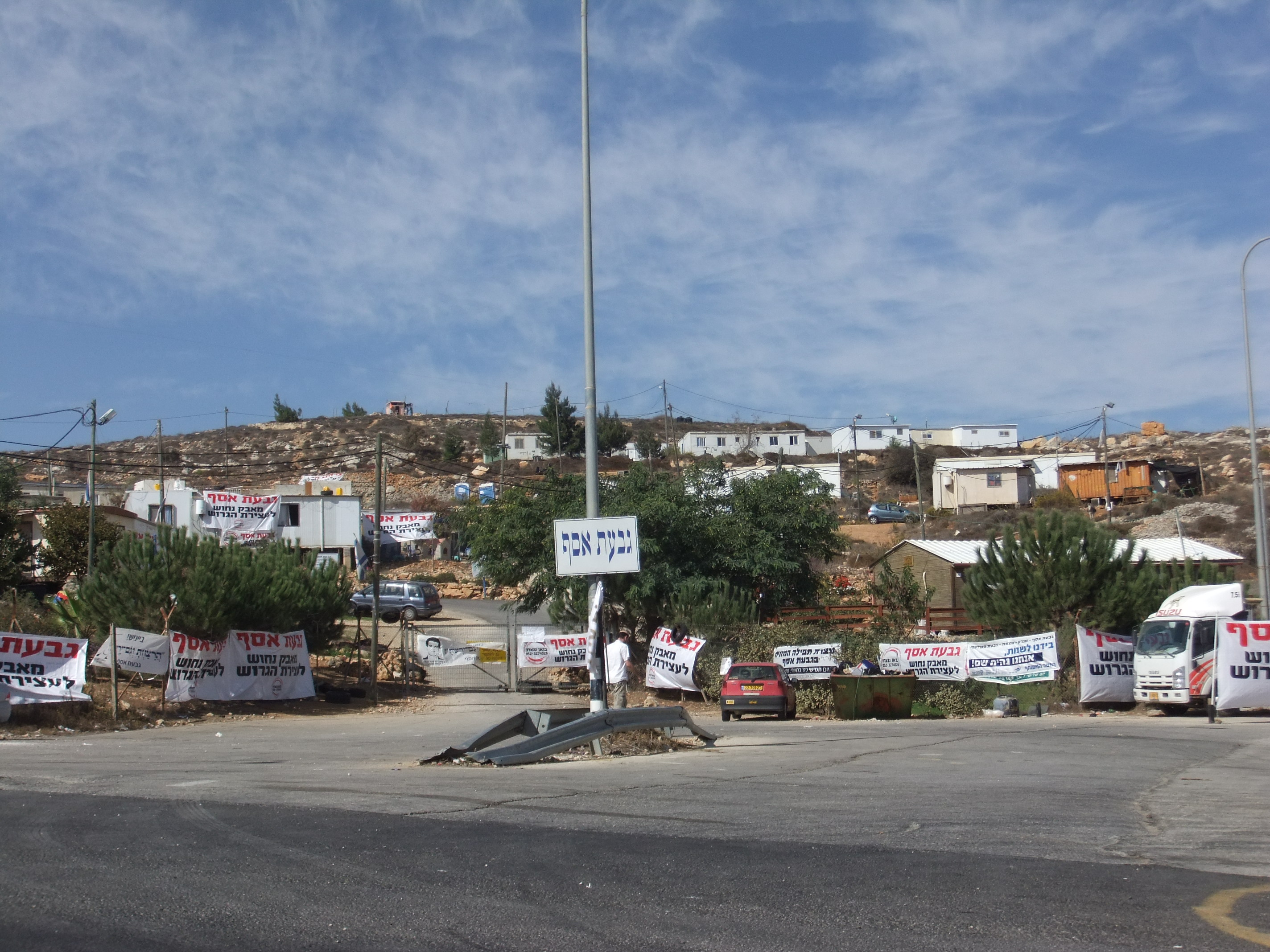
El asentamiento ilegal de Giv'en Asaf, en Cisjordania.

Según la ley israelí, un puesto de avanzada (hebreo: מאחז: מאחז, Ma'ahaz; literalmente, "una agarradera"), en ocasiones conocido como "colonia salvaje", o por su término inglés "outpost" es un asentamiento israelí construido en Cisjordania, sin la autorización legal requerida por el gobierno israelí, en contravención de las leyes israelíes que regulan la planificación y construcción de asentamientos. Cabe destacar que esta distinción entre asentamiento legal o ilegal solo existe en la ley israelí, dado que todos los asentamientos israelíes son ilegales según el derecho internacional, ya que la Cuarta Convención de Ginebra prohíbe el traslado de población civil de un país ocupante a territorio ocupado. Israel, a diferencia del resto de la comunidad internacional, no considera estos territorios "ocupados" sino "en disputa" y, por lo tanto, afirma que la Convención de Ginebra no es aplicable en ellos.
Los puestos de avanzada aparecieron tras los Acuerdos de Oslo de 1993, cuando el gobierno israelí se comprometió a congelar la construcción de nuevos asentamientos. En julio de 2002, el gobierno israelí reconoció que se habían creado 69 puestos de avanzada desde 1996. Unos cuantos de ellos, la mayoría deshabitados, han sido desmontados con posterioridad. Aunque los puestos de avanzada nunca han sido apoyados oficialmente por el gobierno, las autoridades israelíes y otras instituciones han jugado un papel muy importante en su establecimiento y desarrollo, según el Informe Sasson de 2005, encargado por el entonces primer ministro Ariel Sharon. De hecho, según el diario israelí Haaretz, el gobierno israelí ayudó a crear 14 nuevos puestos de avanzada en Cisjordania entre 2011 y 2017, mientras que una rama de la Organización Sionista Mundial financió nuevos puestos de avanzada en 2018. El diario israelí Haaretz calculaba en 2013 que había unos cien puestos de avanzada, mientras que a fecha de enero de 2018, The Washington Institute for Near East Policy identificaba 92 asentamientos ilegales de muy diversa superficie y población. A finales de 2022, se calculaba que unos 25.000 colonos israelíes vivían en estos asentamientos ilegales, que a mediados de 2024 eran más de doscientos. Durante el año 2024, el número de asentamientos ilegales y de apropiación ilegal de tierras palestinas alcanzó un nuevo récord, con la construcción de 59 nuevos asentamientos y la legalización de otros diez. Además, docenas de ellos comenzaron a recibir fondos públicos y se aumentó de manera exponencial la financiación de los mismos, a los que se dedicaron 21 millones de dólares del presupuesto israelí. Ocho de estos asentamientos ilegales se establecieron en el área B, algo que no había sucedido hasta ahora.
En 2012, tres puestos de avanzada fueron legalizados retroactivamente por el gobierno israelí de Benjamin Netanyahu, según la ONG israelí Paz Ahora, cambiando su estatus de asentamiento ilegal a barrio de otros asentamientos cercanos. En 2017, el Knéset (parlamento israelí) aprobó una ley según la cual todos los puestos de avanzada pasaban a ser legales, y que preveía la legalización de otros futuros mediante el pago de una compensación a los propietarios palestinos de las tierras en las que se asienten; compensación que los dueños no podrán rechazar ni recurrir. Aunque el Tribunal Supremo de Israel ha declarado ilegal esta medida, ha aceptado la denominada "táctica de regulación de mercado" propuesta por el fiscal general, que permite la legalización de los puestos de avanzada incluso cuando se hayan construido en terrenos particulares palestinos, siempre y cuando la construcción se haya llevado a cabo "de buena fe".
Los puestos de avanzada están permanentemente protegidos por el ejército israelí, reciben suministro de electricidad y agua de empresas israelíes, tienen libre acceso a la red de carreteras para israelíes en Cisjordania y a otra serie de infraestructuras israelíes en la zona. A finales de diciembre de 2020, el parlamento israelí comenzó a tramitar una ley que prevé la legalización y el suministro de electricidad y agua a estos puestos de avanzada.

## Contextualización
En 1993, en el marco de los Acuerdos de Oslo que preveían un marco para la creación de un Estado de Palestina, el gobierno israelí de Isaac Rabin se comprometió a congelar la construcción de nuevos asentamientos en territorio ocupado. Sin embargo, los colonos israelíes siguieron construyendo nuevos asentamientos sin permiso gubernamental, pero a menudo con la implicación de las autoridades públicas israelíes y de otros cuerpos de gobierno y ministerios, como el Ministerio de Vivienda y Construcción, la División de Asentamientos de la Organización Sionista Mundial y la Administración Civil israelí. El Informe Sasson, encargado por el entonces primer ministro Ariel Sharon, descubrió que la proliferación de puestos de avanzada era una continuación de la política israelí y dejaba claro que “un puesto de avanzada no autorizado no es “semi-legal”; no autorizado es ilegal.”

## Características de un puesto de avanzada
La población de los puestos de avanzada no suele superar los 400 habitantes, y en muchas ocasiones se trata de apenas una decena de colonos. Los puestos de avanzada, normalmente están formados por viviendas prefabricadas y caravanas. Sin embargo, dado que rara vez son desmantelados, algunos de estos asentamientos se acaban desarrollando e incorporan estructuras más permanentes como "calles adoquinadas, paradas de autobús, sinagogas y parques."
Según el Informe Sasson de 2005, un puesto de avanzada tiene cuatro características principales:
1. No ha habido una decisión gubernamental previa a su establecimiento y ninguno de los distintos escalafones administrativos ha autorizado su creación.
2. El puesto de avanzada se establece sin una planificación legal. Esto quiere decir que la zona donde se crean carece de un plan detallado de crecimiento urbanístico y, por lo tanto, de permiso de edificación.
3. Un puesto de avanzada no está ligado a un asentamiento existente, sino que se encuentra a, como mínimo, varios cientos de metros del asentamiento más cercano.
4. El puesto de avanzada tiene su origen en los años noventa, sobre todo de mediados de dicha década en adelante.

Sasson define un puesto de avanzada como un asentamiento (no autorizado) que no está ligado a uno ya existente. Si está ligado a un asentamiento, pasa a considerarse un barrio no autorizado. . Además, se pueden construir puestos de avanzada dentro o fuera de los límites municipales determinados oficialmente. Incluso aunque el gobierno israelí reconoce que los asentamientos se han construido sobre propiedad privada palestina, les proporciona defensa militar, acceso a los servicios públicos y a otras infraestructuras.

### Diferencia entre puestos de avanzada y barrios sin autorización
Los puestos de avanzada se diferencian de los barrios sin autorización en la distancia sustancial que los separa del cuerpo principal de un asentamiento autorizado por Israel. Al igual que los puestos de avanzada, los barrios de determinados asentamientos (como Ulpana, en Beit El) pueden haberse construido sin autorización. Dado que en ocasiones se trata de una cuestión de matices, son frecuentes las disputas sobre la consideración de las nuevas viviendas como expansión de un asentamiento ya existente o inauguración de un nuevo asentamiento ilegal. Según Paz Ahora, el gobierno israelí suele aprovecharse de esta borrosa línea que separa ambos conceptos para legalizar puestos de avanzada dándoles consideración de barrios de asentamientos ya existentes.

## Tipos de puestos de avanzada

### Propiedad expropiada o propiedad privada palestina

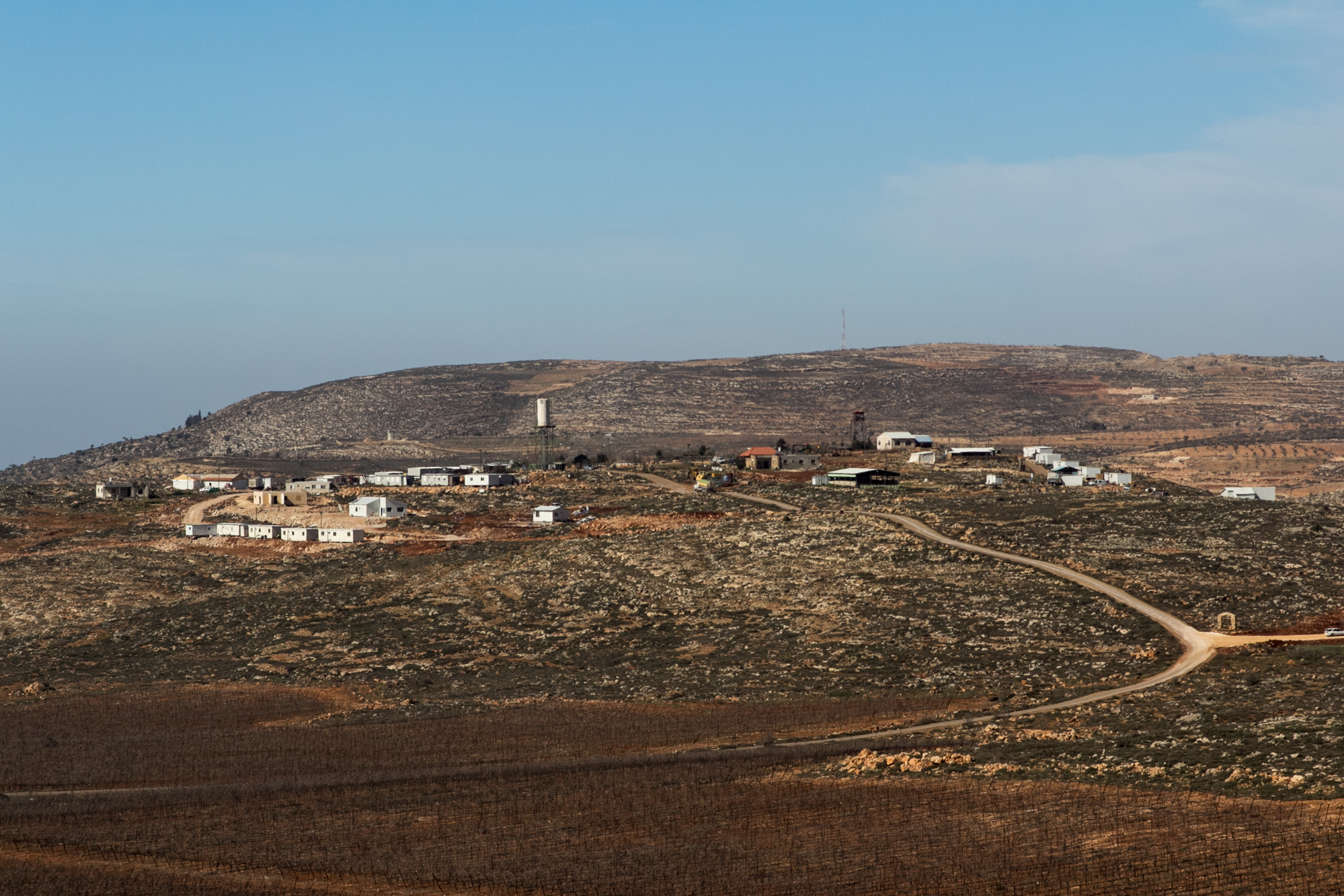
El asentamiento ilegal de Esh Kodesh.

Israel realiza una distinción entre los puestos de avanzada construidos en terrenos expropiados por la administración israelí en los territorios ocupados (denominados "tierra estatal") y aquellos que han sido construidos sobre propiedad privada palestina no expropiada. Desde el caso del asentamiento de Elon Moreh en 1979, cuando la Corte Suprema de Israel sentenció que las FDI solo podían expropiar las tierras para fines militares, nunca para el asentamiento de colonos civiles israelíes, el Gobierno de Israel mantiene una postura oficial de no permitir los nuevos asentamientos en propiedad privada palestina.
El gobierno encabezado por Netanyahu ha tratado de legalizar con retroactividad todos los puestos de avanzada construidos en terrenos expropiados y de desmantelar aquellos establecidos en propiedad privada, si bien se ha mostrado cada vez más reticente a esto último. Dado que los terrenos expropiados se encuentran en territorio ocupado, la autorización o no autorización de estos puestos de avanzada solo tiene repercusión desde el punto de vista de la ley israelí, pero no cambia su condición de ilegal según el derecho internacional.
En Cisjordania, hay dos tipos de terrenos expropiados considerados "tierra estatal":
1. Terrenos registrados como "tierra estatal" bajo el periodo de ocupación jordana, capturados en 1967 y declarados y registrados por Israel como "tierra estatal" por la Orden Militar n.º 59 (1967);
2. La "tierra estatal" declarada como tal tras los cambios en la legislación acaecidos en 1979.

A día de hoy, la mayoría de la denominada "tierra estatal" pertenece al segundo tipo. Según la ONG israelí B'Tselem, la calificación de "tierra estatal" ha sido cuanto menos "dudosa" en multitud de casos. Israel afirma que aplica las leyes de tierra otomanas, pero realizad una interpretación de dichas leyes que nada tiene que ver con su aplicación durante los cuatro siglos de dominio otomano, durante el Mandato británico de Palestina y durante el periodo de ocupación jordana. Estos poderes nunca usaron la declaración de "tierra estatal" como un método para expropiar tierras a sus propietarios originales. El derecho internacional prohíbe al poder ocupante (en este caso, Israel) cambiar la ley local en vigor en el territorio ocupado (en este caso, Cisjordania, Jerusalén Este, la Franja de Gaza y los Altos del Golán), a menos que dicho cambio sea necesario por motivos de seguridad o vaya en beneficio de la población local.

### Asentamientos ilegales ficticios
Se conoce como puestos de avanzada ficticios a aquellos que no están habitados. Algunos de estos se han usado para distraer al ejército israelí y así dificultar o impedir la evacuación de los puestos de avanzada reales. Otros se usan para obtener una mejor postura negociadora y dar la impresión a la comunidad internacional de que el Estado de Israel está desmantelando puestos de avanzada. La idea de los puestos de avanzada ficticios se suele atribuir a Ze'ev Hever, un antiguo dirigente del Jewish Underground, un grupo terrorista judío. El Informe Sasson demostró que la mayoría de los puestos de avanzada evacuados por Israel estaban vacíos.

### Asentamientos militares ilegales
En teoría, los asentamientos militares ilegales suponen la ocupación temporal de un terreno por motivos estrictamente militares, no para el asentamiento de civiles. Sin embargo, Israel ha seguido con frecuencia una pauta de expropiación de tierras con justificaciones militares seguida de la concesión de dichas tierras a colonos judíos, como es el caso de algunos asentamientos en la ciudad de Hebrón y de los creados por la Brigada Nahal.

### Asentamientos evacuados y reocupados
En ocasiones, grupos de colonos israelíes ocupan las viviendas de asentamientos que habían sido previamente abandonados por el Estado de Israel en el contexto de las diversas negociaciones de paz o en procesos como la retirada unilateral israelí de 2005. Por ejemplo, el 17 de noviembre de 2020, un grupo de unas 20 familias de colonos se asentaron en el antiguo asentamiento de Sa-Nur, que había sido evacuado 13 años antes.

## Número de puestos de avanzada
A fecha de 2013 había centenares de puestos de avanzada. El Informe Sasson aportó una cifra provisional de 105 en marzo de 2005, aunque Sasson no tuvo a su disposición toda la información necesaria. De estos, 26 puestos de avanzada se encontraban en "tierra estatal", 15 en propiedad privada palestina y 7 en tierras en estudio. Las definiciones de asentamiento ilegal, barrio no autorizado y asentamiento autorizado pueden diferir dependiendo de quien las realice. Por lo tanto, debido a las distintas interpretaciones de esta terminología, el número de puestos de avanzada (y de asentamientos en general) puede diferir de un informe a otro.
Según Paz Ahora, en 2012 se establecieron cuatro nuevos puestos de avanzada con 317 nuevas viviendas construidas sin permiso oficial: Tzofin Tzafon (Tzofin del norte), cerca de Kalkilia; Nahlei Tal, cerca de Ramala; Nahalat Yosef, cerca de Nablus; y la Colina 573, como parte de la expansión ilegal del asentamiento de Itamar.
The Washington Institute for Near East Policy, un think tank estadounidense con una tendencia proisraelí, localizó 92 puestos de avanzada en Cisjordania de diversa población y tamaño a fecha de enero de 2018:
| N.º | Nombre                     | Nombre en hebreo                 | Asentamiento asociado               |
| --- | -------------------------- | -------------------------------- | ----------------------------------- |
| 1   | Ibi Hanachal               | איבי הנחל                        | Maale Amos                          |
| 2   | Alonei Shilo               | אלוני שילה                       | Emmanuel                            |
| 3   | Bnei Adam                  | בני אדם                          | Almon                               |
| 4   | Bracha Sur                 | ברכה דרום                        | Bracha                              |
| 5   | Bracha Oeste               | ברכה מערב                        | Bracha                              |
| 6   | Givat Hadegel              | גבעת הדגל                        | Karnei Shomron                      |
| 7   | Givat Hahish               | גבעת החי"ש                       | Alun Shvut                          |
| 8   | Givat Haai                 | גבעת העי                         | Psagot                              |
| 9   | Givat Harel                | גבעת הראל                        | Eli                                 |
| 10  | Gvaot Olam                 | גבעת עולם                        | Itamar                              |
| 11  | La Granja de Skally        | החווה של סקאלי                   | Elon Moreh                          |
| 12  | Har Hemed                  | הר חמד                           | Kdumim                              |
| 13  | Zayit Re'anan              | זית רענן                         | Talmon                              |
| 14  | La Granja de Gilad         | חוות גלעד                        | Kdumim                              |
| 15  | La Granja de David         | חוות דוידי                       | Kiryat Arba                         |
| 16  | La Granja de Yair          | חוות יאיר                        | Yakir                               |
| 17  | La Granja de Magen David   | חוות מגן דוד                     | Maaon                               |
| 18  | La Granja de Mor           | חוות מור                         | Tene                                |
| 19  | La Granja de Shaked        | חוות שקד                         | Yitzhar                             |
| 20  | Haresha                    | חרשה                             | Talmon                              |
| 21  | Itzhar Sur                 | יצהר דרום                        | Yitzhar                             |
| 22  | Magen Dan                  | מגן דן                           | Elkana                              |
| 23  | Migron                     | מיגרון                           | Kochav Yaakov                       |
| 24  | Maoz Zvi                   | מעוז צבי                         | Mevo Dotan                          |
| 25  | Maale Shlmomo              | מעלה שלמה                        | Kochav HaShachar                    |
| 26  | Mitzpe Haaia               | מצפה אחיה                        | Shilo                               |
| 27  | Mitzpe Danny               | מצפה דני                         | Maale Michmesh                      |
| 28  | Mitzpe Hagit               | מצפה חגית                        | Maale Michmesh                      |
| 29  | Mitzpe Yitzhar             | מצפה יצהר                        | Yitzhar                             |
| 30  | Neve Erez                  | נווה ארז                         | Maale Michmesh                      |
| 31  | Gidonim                    | 782 נ.ג.                         | Itamar                              |
| 32  | Nofei Nehemia              | נופי נחמיה                       | Kfar Tapuach                        |
| 33  | Ateret Norte               | עטרת צפון                        | Ateret                              |
| 34  | Ein Prat                   | עין פרת                          | Almon                               |
| 35  | Asael                      | עשהאל                            | Shima                               |
| 36  | Pnei Kedem                 | פני קדם                          | Asfar                               |
| 37  | Zofit                      | צופית                            | Halamish                            |
| 38  | Shallhevet Oeste           | שלהבת מערב                       | Yitzhar                             |
| 39  | Tapuach Oeste              | תפוח מערב                        | Kfar Tapuach                        |
| 40  | Asentamiento de Mevo Horon | חווה חקלאית-מבוא חורון           | Mevo Horon                          |
| 41  | Neve Daniel Norte          | נווה דניאל צפון                  | Neve Daniel                         |
| 42  | Tzur Shalem                | צור שלום                         | Karmei Tzur                         |
| 43  | Halkat Hapatish            | חלקת הפטיש צפונית לחרסינה        | Kiryat Arba                         |
| 44  | Mitzpe Lchish              | נגוהות מערב                      | Negohot                             |
| 45  | Avigail                    | גבעת אביגיל                      | Maaon                               |
| 46  | Antigua Sussia             | סוסיא תיירות                     | Sussia                              |
| 47  | Granja de Talya            | חוות יתיר                        | Metzadot Yehuda                     |
| 48  | Yatir Sur                  | יתיר דרום מערב                   | Metzadot Yehuda                     |
| 49  | Tel Twara                  | 833 תל טוואני - נ.ג              | Maaon                               |
| 50  | Tekoa D                    | תקוע ב                           | Tekoa                               |
| 51  | Maale Rehavam              | מעלה רחבעם-נוקדים מזרח           | Nokdim                              |
| 52  | Givat Asaf / Mitzpe Asaf   | מצפה אסף                         | Psagot                              |
| 53  | Gabel Artis                | ארטיס                            | Beit El                             |
| 54  | Beit Cholga                | המאהל של ארנה - בית חולגה- מד    | Beit Haarava                        |
| 55  | Nofei Prat                 | נופי פרת                         | Kfar Adumim                         |
| 56  | Horesh Yaron               | חורש ירון - חוות ברק שלם         | Talmon                              |
| 57  | El Matan                   | אל-מתן                           | Maale Shomron                       |
| 58  | Lehavat Yitzhar            | גבעה מזרחית יצהר - להבת יצהר     | Yitzhar                             |
| 59  | Givat Hatayas              | נ.ג. 851 - גבעת הטייס            | Itamar                              |
| 60  | Givat Arnon                | גבעת ארנון                       | Itamar                              |
| 61  | Hanekuda                   | 664 הנקודה - נ.ג                 | Itamar                              |
| 62  | Hayovel                    | עלי                              | Eli                                 |
| 63  | Paigel Mayim               | עלי                              | Eli                                 |
| 64  | Nof Harrim                 | עלי                              | Eli                                 |
| 65  | Giva Haroaeh               | גבעת הרוא"ה                      | Eli                                 |
| 66  | Esh Kodesh                 | אש קודש                          | Shilo                               |
| 67  | Mevot Jericho              | חוות נועם                        | Yitav                               |
| 68  | Adei Ad                    | עדי עד- נ.ג. 799 - שבות רחל גבעה | Shilo                               |
| 69  | Kida                       | מתחם בית האדום + נ.ג805 - קידה - | Shilo                               |
| 70  | Dir Raban                  | דיר רבן- ההר                     | Avnei Hefez                         |
| 71  | Tale Menashe               | מוסד חיונכי טל מנשה              | Hinanit                             |
| 72  | Glvat Salit                | גבעת סלעית                       | Mechola                             |
| 73  | Bat Ayin Oeste             | בת עין                           | Bat Ayin                            |
| 74  | Gvaot                      | גבעות                            | Bat Ayin                            |
| 75  | Rujum El Chmari            | סוסיא צפון                       | Sussia                              |
| 76  | Alon                       | אלון                             | Kfar Adumim                         |
| 77  | Nof Tzion                  |                                  | Jerusalén Este                      |
| 78  | Givat HaTamar              |                                  | Efrata                              |
| 79  | Ha-Dagan                   |                                  | Efrata                              |
| 80  | Shvut Rachel               |                                  | Shilo                               |
| 81  | Rotem                      |                                  | Shadmot Mehola                      |
| 82  | Mitzpe Dargut              |                                  | Mitzpe Shalem                       |
| 83  | Nirit                      | אלפי מנשה-נירית                  | Alfei Menashe                       |
| 84  | Har Shmuel                 | הר שמואל                         | Givat Zeev / Ramot / Givon Haadasha |
| 85  | Mitzpe Caramin             | מצפה כרמים                       | Kochav HaShachar                    |
| 86  | Machaneh Givon             | מחנה גבעון                       | Givat Zeev / Ramot / Givon Haadasha |
| 87  | Hadar Beitar               | הדר ביתר                         | Beitar Illit                        |
| 88  | Brosh Hbeka'a              | ברוש הבקעה                       | Maskiyot                            |
| 89  | Heruti                     | חרותי - נבי סמואל                | Givat Zeev / Ramot / Givon Haadasha |
| 90  | Navi Smuel                 |                                  | Givat Zeev / Ramot / Givon Haadasha |
| 91  | Mitspe Lchish              | מצפה לכיש                        | Negohot                             |
| 92  | Yitzhar Norte              | יצהר צפון                        | Yitzhar                             |

Según el grupo pacifista israelí Paz Ahora contabilizó a mediados de 2014 más de doscientos puestos de avanzada.

## Postura del gobierno israelí
Pese a que oficialmente el gobierno israelí lucha contra este tipo de asentamientos, dado que se encuentran tanto fuera de la ley israelí como del derecho internacional, los sucesivos gobiernos han apoyado de una u otra manera el establecimiento de puestos de avanzada por toda Cisjordania. Este apoyo puede ir desde simplemente ignorar las órdenes judiciales de desalojo hasta proporcionarles financiación económica, defensa militar, suministro eléctrico y de agua corriente y acceso a carreteras, entre otros.
Por ejemplo, en el conocido como Colina 387, el gobierno israelí financia con cientos de miles de séquels a una ONG que dice operar en él, pero que figura como fundadora del asentamiento ilegal en la documentación oficial. En otros casos son los consejos regionales de los asentamientos ya establecidos los que crean nuevos puestos de avanzada, como el de Havat Shaharit. En el caso del asentamiento ilegal de Umm Zuka, el ejército israelí le provee de agua de manera gratuita. El asentamiento ilegal de Homesh Yeshiva está financiado por una asociación denominada Midreshet Ma'amakim, que a su vez ha recibido millones de séquels del Ministerio de Educación israelí en los últimos años.
Según Haaretz, se pueden distinguir dos posiciones distintas dependiendo de quién establezca los puestos de avanzada. Por un lado, si son creados por los llamados "jóvenes de las colinas", adolescentes violentos que van y vienen del asentamiento, el gobierno actúa rápida y decisivamente contra ellos. Sin embargo, en el caso de asentamientos mejor planeados y con mayor apoyo logístico, el gobierno apoya el establecimiento de dichos asentamientos. Por ejemplo, aunque el asentamiento ilegal de Havat Itamar Cohen ha recibido nueve órdenes de demolición, las autoridades israelíes nunca las han llevado a cabo.
En septiembre de 2022, el gobierno israelí anunció que, pese tratarse de asentamientos ilegales según el derecho israelí, los puestos de avanzaba comenzarían a recibir asistencia técnica y material del gobierno, incluidos sistemas de alerta y de recolección de información de movimientos, sistemas de iluminación portátiles y equipamiento antiincendios, entre otros. A mediados de 2023, la prensa israelí desveló que prácticamente todos los puestos de avanzada ilegales habían permanecido en su sitio durante el mandato del ministro ultraderechista de finanzas Bezalel Smotrich, quien paralizó casi todas las órdenes de demolición. Paralelamente, el ministro ultraderechista de Seguridad Nacional Itamar Ben-Gvir realizó una visita al puesto de avanzada de Evyatar y animó a los colonos allí presentes a "correr hacia las colinas" para establecer nuevos asentamientos ilegales.
Pese a su ilegalidad, el apoyo del gobierno israelí ha ido consolidándose progresivamente a lo largo de los años. En abril de 2025, el Estado financió vehículos todoterreno para 19 puestos avanzados en las colinas del sur de Hebrón, incluido para colonos violentos sancionados internacionalmente como Yinon Levi, y en julio de ese mismo año, el ministerio del Interior y la Organización Sionista Mundial no solo no luchaba contra ellos, sino que los financiaba con vehículos todoterreno, equipamiento de seguridad y material logístico para «fortalecer la resistencia» y «profundizar» el control israelí de Cisjordania. Los vehículos todoterreno son usados frecuentemente para acosar a los habitantes palestinos de la región.

### Legalización de puestos de avanzada

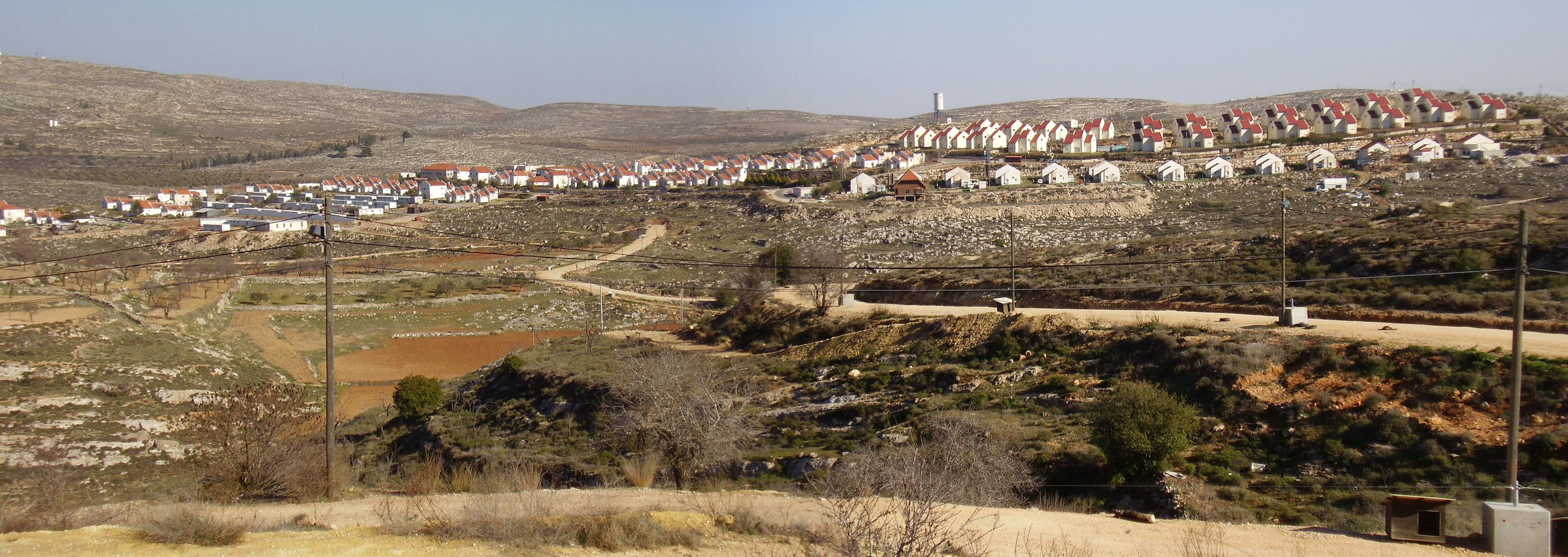
El gran asentamiento ilegal de Shvut-Rachel, declarado barrio legal, visto desde el asentamiento de Shilo.

En el plan "Línea Azul" de enero de 2011, al menos 26 puestos de avanzada fueron incluidos en áreas definidas como "tierra estatal". El activista Dror Etkes afirmó que algo así significaba el comienzo por parte del estado israelí de un proceso de legitimación de los puestos de avanzada. En marzo de 2011, el gobierno israelí de Benjamin Netanyahu declaró su intención de legalizar de manera retroactiva los puestos de avanzada construidos en "tierra estatal", y de desmantelar los puestos de avanzada construidos en propiedad privada palestina.
Según Paz Ahora, el gobierno de Netanyahu legalizó diez puestos de avanzada en 2012, convirtiéndose en el único gobierno de la historia de Israel que ha autorizado puestos de avanzada. En febrero de 2012, el asentamiento ilegal de Shvut Rachel fue legalizado al recibir la categoría de “barrio” del cercano asentamiento de Shilo. En abril de ese mismo año, tres puestos de avanzada más (Bruchin, Rechelim y Sansana) obtuvieron carácter legal. El Ministro de Defensa también aprobó planes para la legalización de los asentamientos de Nofei Nehemia, Mitzpe Eshtemoa, y El Matan como “barrios” de otros asentamientos, y en junio de 2012, el asentamiento ilegal Givat Salit, en el Valle del Jordán, fue legalizado retroactivamente obteniendo carácter de barrio del cercano asentamiento de Mehola, del que está separado por una importante autopista.
A finales de diciembre de 2020, el parlamento israelí comenzó a tramitar una ley que prevé la legalización y el suministro de electricidad y agua a estos puestos de avanzada. En febrero de 2023, el gobierno israelí legalizó nueve puestos de avanzada que habían sido construidos sin permisos y contraviniendo el derecho internacional y el israelí.En septiembre de 2023, el gobierno israelí legalizó tres puestos de avanzada: Avigayil, Asahel y Beit Hoglah, transformándolos en asentamientos propiamente dichos. El 28 de febrero de ese mismo año, el gobierno israelí aprobó los términos municipales de un nuevo asentamiento que se llamaría Mishmar Yehuda, que se encontraría al sur de Maale Adumim y que nacería tras la legalización de un asentamiento ilegal en la zona en febrero del año anterior. El 27 de febrero, el gobierno israelí anunció la legalización de otro asentamiento ilegal, en este caso el de Ahiya, que pasaría a convertirse en un barrio del cercano asentamiento de Silo.
El 4 de julio de 2024, el gobierno israelí anunció que tres puestos de avanzada pasarían a ser considerados asentamientos oficiales. Otros cinco puestos de avanzada habían sido reconocidos la semana anterior. Entre 2020 y 2024, el gobierno israelí ha legalizado al menos 22 puestos de avanzada y ha permitido el establecimiento de otros 79 nuevos asentamientos ilegales, más de la mitad de ellos desde el inicio de la guerra en Gaza.

#### Desmantelamiento de Amona

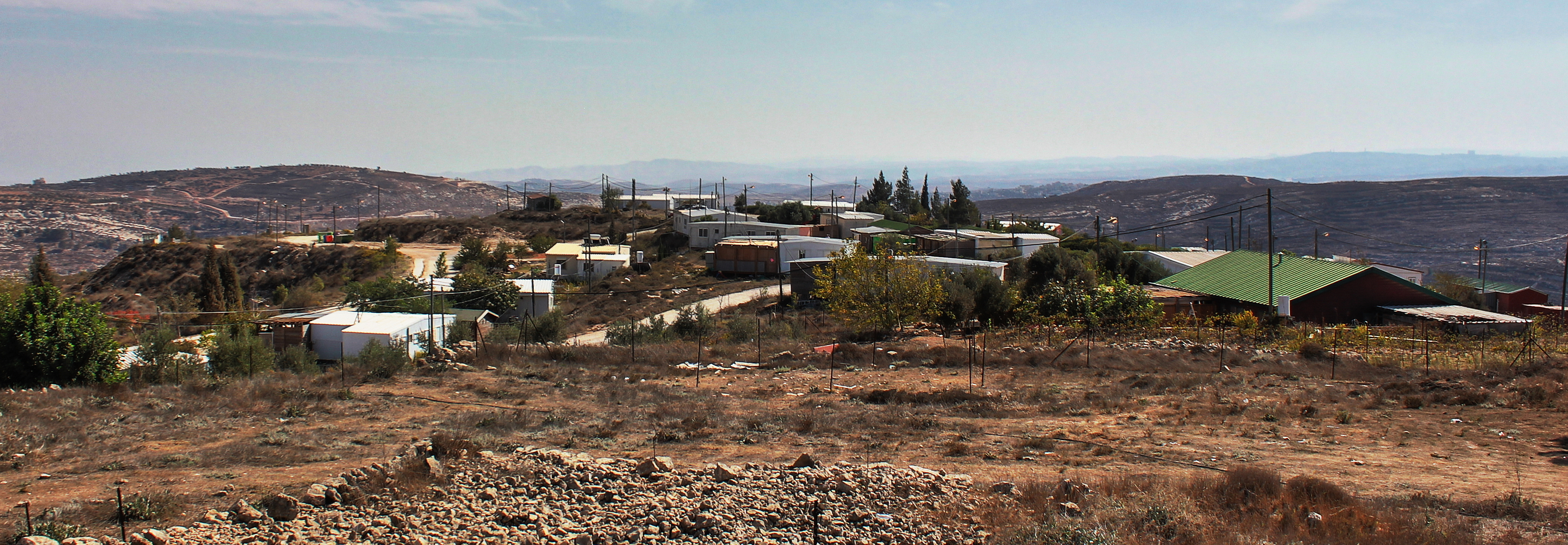
Asentamiento ilegal de Amona

El 6 de febrero de 2017, tras dictamen del Tribunal Supremo de Israel de 2014, policías de fronteras y soldados israelíes comenzaron con el desmantelamiento del asentamiento ilegal de Amona. Los colonos ejercieron una resistencia violenta y 41 miembros de los cuerpos de seguridad israelíes resultaron heridos, pese a lo cual no se realizaron detenciones. Inmediatamente después del desmantelamiento, Benjamin Netanyahu prometió la construcción de un nuevo asentamiento israelí en Cisjordania para los colonos evacuados y Naftalí Bennett, ministro de Educación, pidió la anexión completa de Cisjordania. Ese mismo día, el parlamento israelí aprobó una ley que legaliza todos los puestos de avanzada existentes y permite el establecimiento de otros nuevos en propiedad privada palestina. Dicha ley "permite la expropiación retroactiva y a la fuerza de propiedades privadas palestinas de Cisjordania donde se hayan establecido asentamientos judíos", y prevé que exista una compensación económica para los propietarios palestinos de estas tierras, si bien estos no podrán negarse ni recurrir dicha compensación. La legalidad de esta medida ha sido puesta en duda por diversos sectores de la sociedad israelí, como el fiscal general de Israel, Avichai Mandelblit, quien dijo que no sería capaz de defender esta ley ante los tribunales, o la organización por los derechos de la minoría árabe israelí, Adalah, que la recurrió al Tribunal Supremo de Israel apenas 36 horas después de su aprobación.

#### El caso de Evyatar

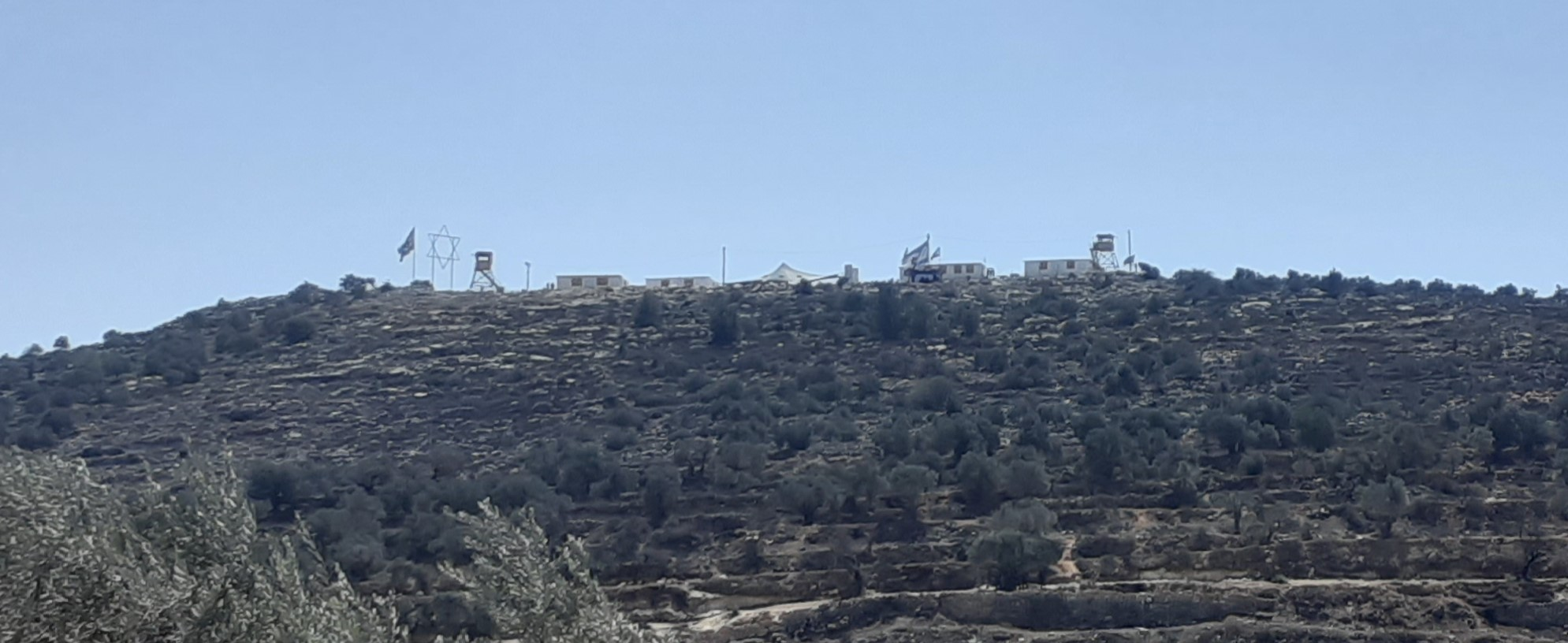
Asentamiento ilegal de Evyatar (2021)

Entre mayo y junio de 2021, un nuevo asentamiento ilegal llamado Evyatar surgió en los terrenos municipales de tres localidades palestinas: Beita, Kablan y Yitma, ubicadas al sur de Nablus. Se da la circunstancia de que los habitantes palestinos de estas tierras no han podido acceder a ellas durante décadas porque el ejército israelí lo prohíbe por motivos de seguridad. En apenas dos meses, el asentamiento creció enormemente hasta incluir 40 edificios y docenas de familias. Cuatro jóvenes palestinos murieron por disparos israelíes en las protestas contra este asentamiento, entre los cuales se encontraban un chico de 15 años y otro de 16.
Evyatar, que fue originalmente construido en 2013 y que ha sido ya demolido en más de una ocasión, amenazaba con causar un serio problema en el gobierno de coalición creado en Israel tras las elecciones de 2021. El ex primer ministro israelí Benjamin Netanyahu defendió que no se demoliese este asentamiento, ilegal según el derecho israelí. Para evitar una posible demolición, los colonos de Evyatar crearon una barrera con tiendas de campañas de colonos de otros asentamientos. Tras numerosas conversaciones se decidió que sus habitantes abandonasen el asentamiento a cambio de que no se demoliesen sus viviendas, se considerase la legalización del asentamiento y se construyese una yeshivá a la que pudiesen volver los colonos. El gobierno estadounidense criticó tanto el establecimiento del asentamiento ilegal como la decisión del gobierno israelí de dejarlo intacto pese a ser "ilegal incluso según el derecho israelí". En junio de 2023, con el apoyo de algunos ministros del gobierno, Evyatar volvió a ser ocupado por colonos israelíes.Fue finalmente legalizado en agosto de 2023.

#### El caso de Mitzpe Kramim
A finales de julio de 2022, la Corte Suprema de Israel dictaminó que el puesto de avanzada de Mitzpe Krarim, construido sobre terrenos particulares propiedad de palestinos en la aldea de Deir Jarir, al norte de Ramala, no debía ser demolido bajo la doctrina de que el gobierno israelí les había asignado esas tierras "de buena fe". Esta sentencia supuso un precedente para la legalización de miles de viviendas de colonos construidas sobre terrenos propiedad de palestinos. La decisión fue bien recibida por la derecha israelí, y Benjamin Netanyahu prometió legalizar el puesto de avanzada tan pronto como llegue de nuevo al gobierno. Por su parte, organizaciones por los derechos humanos como Paz Ahora criticaron el dictamen del tribunal, que según ellos "pisotea la poca protección que quedaba sobre las tierras de propiedad palestina".

#### El caso de Homesh
Homesh, a unos veinte kilómetros al suroeste de la ciudad palestina de Yenín, fue uno de los cuatro asentamientos israelíes de Cisjordania desmantelados como consecuencia de la aprobación del plan de retirada unilateral israelí de 2005. Sin embargo, desde poco después, colonos israelíes han estado construyendo puestos de avanzada en su ubicación original que poco después eran demolidos por el ejército. En marzo de 2023, el gobierno israelí derogó la ley que permitió el plan de retirada e, inmediatamente después, legalizó el puesto de avanzada de Homesh, pese a haber sido construido sin permisos de edificación, en contra del uso designado de los terrenos y sin la autorización gubernamental. La carretera que lleva al nuevo asentamiento se encuentra en tierras de propiedad privada palestina, así como un puesto del ejército israelí para defender a los colonos. La Corte Suprema de Israel rechazó una apelación de la ONG israelí Yesh Din y dio su beneplácito a la citada derogación de la ley.

## Hoja de ruta para la paz
En el marco de la Hoja de Ruta para la Paz de 2003, Israel se volvió a comprometer a evacuar los asentamiento ilegales que se construyesen de marzo de 2001 en adelante, es decir, desde que Ariel Sharon llegó al gobierno. El gobierno israelí proporcionó a los Estados Unidos una lista de 28 puestos de avanzada construidos en Cisjordania desde aquella fecha, de los que 12 recibieron orden de desalojo, "mientras que algunos de los 16 puestos de avanzada restantes [estaban] en proceso de ser aprobados y legalizados" según diario israelí Haaretz. Sin embargo, Paz Ahora afirmó que 45 puestos de avanzada habían sido construidos en Cisjordania desde marzo de 2001. Israel no cumplió con su compromiso en la Hoja de Ruta; desmanteló muy pocos puestos de avanzada habitados y ninguno de los más grandes.
El gobierno israelí se opone a la evacuación de los puestos de avanzada más antiguos. De hecho, muchos de estos asentamientos siguieron expandiéndose después de marzo de 2001.

## Sanciones internacionales
Como consecuencia de la creciente violencia en Cisjordania por parte de colonos israelíes, Estados Unidos, el Reino Unido y la Unión Europea anunciaron en marzo de 2024 la prohibición de entrada de colonos violentos. Además, Estados Unidos anunció sanciones contra siete colonos israelíes violentos y dos puestos de avanzada, Reino Unido contra otros cuatro colonos y Francia contra 28 más. El lunes 4 de marzo, el ministro de Asuntos Exteriores de España, Albares anunció que España había iniciado los trámites para sancionar a un «primer grupo de doce colonos israelíes violentos».
La Unión Europea y los Estados Unidos continuaron imponiendo sanciones a colonos y grupos extremistas israelíes. El 19 de abril, la Unión Europea sancionó a cuatro colonos: Neria Ben Pazi, Yinon Levy, Elisha Yered y Meir Ettinger (este último, nieto del fallecido diputado de ultraderecha israelí Meir Kahane e implicado en el crimen de Duma), así como a la Juventud de las Colinas. Ese mismo día, Estados Unidos sancionó a dos organizaciones israelíes que habían ayudado económicamente a los colonos sancionados en marzo. Nuevas sanciones contra colonos llegaron el 3 de mayo, en este caso contra la Juventud de las Colinas y cuatro colonos extremistas por parte del Reino Unido.
En julio de ese mismo año, Estados Unidos impuso nuevas sanciones y advirtió a los bancos israelíes de que se abstuviesen de realizar operaciones con cualquier puesto de avanzada israelí. En esta ocasión, Estados Unidos sancionó a cuatro nuevos puestos de avanzada, uno de los cuales había sido establecido por un consejo regional israelí, lo que suponía que la administración de este país ya no estaba exenta de sanciones. Un portavoz del Departamento de Estado de los Estados Unidos explicó que los puestos de avanzada sancionados «son propiedad de o están controlados por individuos sancionados por los Estados Unidos que los han usado como bases para acciones violentas que buscan desplazar a los palestinos».